# Kaliumselenat
Kaliumselenat ist eine anorganische chemische Verbindung des Kaliums aus der Gruppe der Selenate.

## Gewinnung und Darstellung
Kaliumselenat kann man gewinnen, indem man Selendioxid mit einer gekühlten Kaliumhydroxidlösung reagieren lässt und das so gewonnene Kaliumselenit mit Brom im alkalischen Milieu oxidiert.
{\displaystyle \mathrm {SeO_{2}+2\ KOH\longrightarrow K_{2}SeO_{3}+H_{2}O} }
{\displaystyle \mathrm {K_{2}SeO_{3}+Br_{2}+2\ KOH\longrightarrow K_{2}SeO_{4}+2\ KBr+H_{2}O} }

## Eigenschaften
Kaliumselenat ist ein weißer geruchloser Feststoff, der löslich in Wasser ist. Von der Verbindung sind vier Modifikationen bekannt und besitzt bei Raumtemperatur eine orthorhombische Kristallstruktur mit der Raumgruppe Pnma (Raumgruppen-Nr. 62). Bei niedrigen Temperaturen unter 93 K liegt er in einer anderen, ferroelektrischen Modifikation vor (Raumgruppe Pna21 (Nr. 33)). Bei einer Temperatur über 745 K geht er in eine hexagonale Kristallstruktur mit der Raumgruppe P63/mmc (Raumgruppen-Nr. 194) über.

## Verwendung
Kaliumselenat kann zur Herstellung von Selentrioxid verwendet werden. Kaliumselenat wurde auch zur Behandlung von Selenmangel bei Nutztieren verwendet.